# Cos de Bombers d'Andorra
Il Cos de Bombers d'Andorra (in italiano Corpo dei Pompieri di Andorra) è un organismo istituzionale ad ordinamento civile di Andorra, istituito nel 1961 dal Consell General de les Valls con il nome di Servei d'Incendis i Salvament.
I compiti d'istituto del corpo sono la salvaguardia delle persone, degli animali e dei beni sia attraverso la prevenzione che attraverso il soccorso tecnico urgente nei casi di emergenza, con operazioni antincendio, di primo soccorso, protezione civile e di difesa N.B.C.

## Storia
Il primo documento per la lotta contro gli incendi ad Andorra risale al 1901, ma la prima autopompa venne proposta dallo stato andorrano solo il 23 agosto 1943 a Joan Vehils e venne acquistata solo il 21 luglio 1944 per acquistarne una di marca Guinard per 14.000 pesete.
L'incendio incominciato il 4 giugno 1959 e durato dieci giorni a Sant Julià de Lòria spento solo con l'aiuto dei pompieri spagnoli contribuì a far nascere i pompieri andorrani, infatti il 21 aprile 1961 il Consell General de les Valls nominò Manel Mas primo capo del Servei d'Incendis i Salvament (Servizio d'Incendio e Salvamento) con lo scopo di costituire un corpo locale di vigili del fuoco. Alla fine del 1961 i pompieri andorrani erano sei, nel 1964 la Servei d'Incendis i Salvament trova la sua sede in carrer Sant Salvador, 5 a Andorra la Vella.
A causa di problemi di comunicazione con Pas de la Casa per eventuali soccorsi a causa del rigido inverno nell'aprile 1979 si inaugura la sessione locale, nel 1981 ai 14 pompieri già presenti ne vengono arruolati altri 14 al Servei d'Incendis i Salvament che cambia nome in Cos d'Incendis i Salvament d'Andorra (Corpo d'Incendio e Salvamento d'Andorra). 
Nel 1993 viene modernizzato il corpo che viene diviso in dipartimenti e nell'estate del 1999 viene aperta la sezione di Canillo e all'inizio del 2002 viene inaugurata la nuova sede a Pas de la Casa. Il 23 gennaio del 2007 la sede del Cos de Bombers d'Andorra si sposta da Andorra la Vella nel villaggio di Santa Coloma.

## Sedi
La sede del corpo è nel villaggio di Santa Coloma nella Parrocchia di Andorra la Vella, le altre sezioni sono a La Massana, una a Canillo e una a Pas de la Casa nella Parrocchia di Encamp al confine con la Francia. Le sedi hanno i seguenti indirizzi:
- Parc de Bombers de Santa Coloma, C. Verge del Remei - Santa Coloma - AD500 Andorra la Vella
- Parc de Bombers de La Massana, Av. del Través, 43  - AD400 La Massana
- Parc de Bombers de Canillo, Ctra. General II s/n - AD100 Canillo
- Parc de Bombers del Pas de la Casa, C. Sant Jordi s/n - Pas de la Casa - AD200 Encamp